# شريف إسماعيل (مغني)
شريف إسماعيل (20 يونيو 1982 -)، مغني مصري.

## حياته الفنية
شريف إسماعيل وهو مطرب وملحن مصري، درس في كلية التجارة بجامعة القاهرة، كما درس لمدة 6 سنوات في معهد الكونسرفتوار، وشارك في غناء عدد من الأغاني مع الفنانة بشرى والفنانة سلمى صباحي، كما وضع الألحان للعديد من الأغاني لباقه من المطربين
عايشين اللحظة (2009) مثل سميرة سعيد و مينا عطا و تامر عاشور و راغب علامه وغيرهم من المطربين , في الصف الرابع في المدرسة ، شارك في حفل موسيقي حيث تم الكشف عن موهبته
```
وأطلق العنان,بعد ذلك ، قرر الانضمام إلى معهد Conservatoire Musical لمدة 6 سنوات ليصبح أكثر
المهنية ومعرفة المزيد عن الموسيقى والأدوات.
```

- ثم انضم إلى جوقة الأطفال المصرية حيث غنى في مصر.
- بعد التحاقه بالجامعة ، قام بتدوين اسمه في أسرة الأنشطة الموسيقية والمسرحية التي مثلت مواهب كلية التجارة بجامعة القاهرة حيث حصل على العديد من الجوائز (1999-2003).
- في عام 2004 ، وقع عقدًا مع شركة إنتاج لرعاية أول مقطع احترافي واحد تحت عنوان 
- في وقت لاحق ، في عام 2006 ، تم إنتاج أول ألبوماته المهنية كألبوم دويتو مع المغنية الشهيرة بشرى. كان بعنوان الألبوم 
- عمل كمذيع تلفزيوني لبرنامج مباشر مدته ثلاث ساعات ، اعتاد أن يغني كل ما يطلبه المتصلون ، على قناة تلفزيونية خليجية.
- التالي ، عمل في محطة إذاعية على الإنترنت في دياب FM.
في وقت لاحق ، بدأ تأليف الموسيقى.
- شارك  في برنامج «صوت الحياة» للمسلسل التلفزيوني ، وفازت بالجائزة الأولى من أول مطرب والفائز بالموسم الأول والوحيد من البرنامج (2012)

## البوماته
- كتبوا كتابك [3]

## اغاني منفردة
- مراتي حامل2018 [4][5][6]
- با ، وهو 2016
- براهان 2016
- بتحبني 2016
- حبيت غرم ليله 2016
- كلامي عليه 2016
- كول ليله 2016
- طاقة 2016
- يا قلبك 2016
- هزعل روحي ليه 2014
- وحدة 2018
- كفايه 2013

## الحن العديد من الاغاني
- اضحك   مينا عطا و رنا سماحه2018
- محظوظ  تامر عاشور 2017
- ايوة   سميرة سعيد 2016
- ذكريات راغب علامه 2014
- فترة مش سهله رامي جمال 2013
- يا ام المصري رامي جمال 2012
- مش قادر احمد فهمي 2009
- اسمع كلامي جنات 2009